# 布济河
布齊河（Buzi）是莫桑比克的河流，從發源地向東流經馬尼卡省和索法拉省，最終在貝拉以西注入莫桑比克海峽，河道全長250公里，流域面積31,000平方公里，河口平均流量每秒79立方米，河水經常泛濫，與蓬圭河形成一個泛濫平原。

## 外部連結
- Pungwe River Project
- NASA: Earth from Space
- Project: Vulnerability mapping Búzi （页面存档备份，存于）

19°52′S 34°46′E / 19.867°S 34.767°E